# Obernondorf
Obernondorf ist eine Ortschaft und eine Katastralgemeinde der Gemeinde Waldhausen im Bezirk Zwettl in Niederösterreich.

## Geschichte
Der Ort wird 1340 zum ersten Mal schriftlich als dorf ze Losch...in Neundorfer phfarr erwähnt.
Im Jahr 1822 wurde der Ort als Dorf mit 27 Häusern genannt, das nach Waldhausen eingepfarrt war, wohin auch die Kinder eingeschult wurden. Die Herrschaft Rastenberg besaß die Ortsobrigkeit, übte die Landgerichtsbarkeit aus, besorgte die Konskription und hatte die Grundherrschaft inne.
Mit der Aufhebung der Grundherrschaften wurde der Ort 1849 eine eigenständige Ortsgemeinde. Zu dieser zählten auch noch die Katastralgemeinde Königsbach.
Laut Adressbuch von Österreich waren im Jahr 1938 in der Ortsgemeinde Obernondorf zwei Gastwirte, ein Gemischtwarenhändler, ein Landesproduktehändler, ein Schuster, ein Viehhändler, ein Viktualienhändler, ein Zimmermeister und einige Landwirte ansässig.
Am 1. Jänner 1968 wurde die Ortsgemeinde dann ein Teil der Gemeinde Waldhausen.

## Siedlungsentwicklung
Zum Jahreswechsel 1979/1980 befanden sich in der Katastralgemeinde Obernondorf insgesamt 57 Bauflächen mit 27.657 m² und 53 Gärten auf 39.266 m², 1989/1990 gab es 59 Bauflächen. 1999/2000 war die Zahl der Bauflächen auf 156 angewachsen und 2009/2010 bestanden 67 Gebäude auf 148 Bauflächen.

## Bodennutzung
Die Katastralgemeinde ist landwirtschaftlich geprägt. 240 Hektar wurden zum Jahreswechsel 1979/1980 landwirtschaftlich genutzt und 74 Hektar waren forstwirtschaftlich geführte Waldflächen. 1999/2000 wurde auf 229 Hektar Landwirtschaft betrieben und 83 Hektar waren als forstwirtschaftlich genutzte Flächen ausgewiesen. Ende 2018 waren 223 Hektar als landwirtschaftliche Flächen genutzt und Forstwirtschaft wurde auf 84 Hektar betrieben. Die durchschnittliche Bodenklimazahl von Obernondorf beträgt 26,7 (Stand 2010).